# Гильярд, Джордж
Джордж Уайтсайд Хиллъярд (англ. George Whiteside Hillyard, 6 февраля 1864, Лондон, Англия — 24 марта 1943, Пулборо, Суссекс) — британский теннисист, чемпион Летних Олимпийских игр 1908 года; коммандер Королевского военно-морского флота Великобритании.

## Биография
Хиллъярд родился в Ханвеле (сейчас это один из районов Лондона), Мидлсекс. Служил кадетом на борту корабля HMS Bacchante в 1881 году.
Выступал на международной теннисной арене с 1886 по 1914 год.
На Уимблдонском турнире дважды доходил до финала в парном разряде (1889 и 1890). Оба раза его партнером был Эрнест Льюис, а соперниками в первом финале братья Уильям и Эрнест Реншоу. Также дважды играл в четвертьфинале в одиночном разряде (1889, 1897).
Дважды побеждал на чемпионате в Гамбурге (1897, 1900) и один раз играл в финале в Монте-Карло (1901 год, поражение в трёх сетах от Реджинальда Дохерти).
В 1908 выиграл золотую медаль на Летних Олимпийских играх в Лондоне в паре с Реджинальдом Доэрти. По ходу турнира, в полуфинальном матче против Клемента Казале и Чарльза Диксона, им пришлось отыграть семь матчболов в 4-й партии и итоговый счет того поединка был 5-7, 2-6, 6-4, 17-15, 6-4. В финале против Джозии Ричи и Джеймса Сесила Парка все обошлось тремя партиями, хотя борьба также была очень напряженной и преимущество поначалу было на стороне Ричи и Парка, которые вели в первом сете 5-2, но не смогли подать на партию.
С 1907 по 1925 был секретарем Всеанглийского клуба лаун-тенниса и крокета и сыграл важную роль в строительстве Центрального корта на Уимблдоне.
Также, играл за Мидлсекс и Лестершир на турнирах по крикету с 1886 по 1896. Кроме того, у него были неплохие результаты в гольфе, плавание, в стрельбе по глиняным голубям и в бильярде.
13 июля 1887 года, в Гринфорде, женился на Бланш Бингли, шестикратной чемпионке Уимблдонского турнира в одиночном разряде. Пара жила в Торпе, в Лестершир, с 1895 по 1925, а затем переехала в Пулборо. У супругов было двое детей: Джек и Марджори.
Когда началась война, Хиллъярд вернулся на флот и дослужился до звания коммандера.
Умер Джордж Хиллъярд в Пулборо, в среду 24 марта 1943 года, в возрасте 79 лет.